# Matteo Barbini
Matteo Barbini (Venezia, 8 giugno 1982) è un ex rugbista a 15 italiano, in carriera attivo nel ruolo di tre quarti centro e 15 volte internazionale per l'Italia.

## Biografia
Nacque a Venezia in una famiglia di rugbisti, il padre Gianfranco fu terza linea nel Petrarca e in Nazionale negli anni settanta, la sorella Martina ha chiuso la carriera agonistica con 15 caps per l'Italia femminile, mentre il fratello minore Marco gioca attualmente per la Nazionale maggiore. Matteo crebbe a Padova alternando l'attività golfistica (fino a 18 anni fece parte della Nazionale dilettanti di tale disciplina) a quella rugbistica.
Iniziò nelle giovanili del Petrarca, squadra con la quale fece il suo esordio professionistico nel 2000. Dopo meno di due stagioni, fu convocato dall'allora C.T. John Kirwan per il tour di metà anno dell'Italia in Nuova Zelanda: la sua prima presenza in azzurro fu nel match non ufficiale vinto 37-13 contro il Manawatu, in cui siglò due mete.
Pochi giorni dopo giunse l'esordio ufficiale, quando il 2 giugno 2002 subentrò nel test match contro gli All Blacks. L'anno successivo fu convocato per la Coppa del Mondo di rugby 2003, nella quale scese in campo solo nell'incontro d'apertura, di nuovo contro la Nuova Zelanda.
Nel 2005 si trasferì al Benetton Treviso, dove non ebbe occasione di mettersi significativamente in mostra a causa di numerosi infortuni; con la squadra trevigiana Barbini vinse due scudetti consecutivi, nel 2006 e 2007, più la Supercoppa italiana nel 2006.
Gradatamente finito ai margini del giro della Nazionale sotto la gestione Berbizier, chiuse la carriera in maglia azzurra con 15 presenze giocando contro l'Irlanda a Roma nel Sei Nazioni 2007. Nell'estate di quell'anno, Barbini si trasferì in Inghilterra per giocare in 2ª divisione nell'Esher, club del Surrey, dove appena arrivato subì un grave infortunio (frattura tripla al metatarso) nei test pre-stagionali, che ne mise in forse il prosieguo di carriera.
Ricuperato dall'infortunio, nel marzo 2008 tornò in campo e prolungò per un'altra stagione il contratto semiprofessionistico da giocatore-lavoratore, dichiarando di voler impegnarsi per guadagnare la fiducia del nuovo C.T. Nick Mallett e rientrare in Nazionale. Nel maggio 2009 ha prolungato per un ulteriore biennio il contratto con il club inglese.
Dopo aver chiuso la carriera agonistica con il Petrarca, è rimasto vicino al mondo della palla ovale. È stato tra i promotori della Giocatori d'Italia Rugby Associati (G.I.R.A.), associazione nata nel 2012 che tutela gli interessi e fornisce assistenza a rugbisti professionisti e semi-professionisti. In particolare, segue per la G.I.R.A. i problemi relativi alle assicurazioni. L'associazione ha nel 2013 inserito due dei propri membri nel Player Advisory Board 2013 dell'I.R.P.A. (International Rugby Players' Association), un'analoga associazione che opera a livello mondiale dal 2001.

## Palmarès
- Campionati italiani: 2
Benetton: 2005-06, 2006-07
- Supercoppe d'Italia: 1
Benetton Treviso: 2006